# Iroh
 (mars 2017).
Si vous disposez d'ouvrages ou d'articles de référence ou si vous connaissez des sites web de qualité traitant du thème abordé ici, merci de compléter l'article en donnant les références utiles à sa vérifiabilité et en les liant à la section « Notes et références ».
Iroh est un personnage fictif de la série Avatar, le dernier maître de l'air. 
Iroh est l'oncle paternel de Zuko et d'Azula. Bien qu'étant le fils ainé du seigneur du feu Azulon, il n'a pas accédé au titre à la mort de son père et c'est son frère cadet Ozaï, père de Zuko et d'Azula, qui accéda au trône.

## Biographie fictive
Quand Zuko fut injustement banni de la Nation du feu, Iroh le prit sous son aile et l'aida à perfectionner sa maitrise du feu, à rechercher et à capturer l'avatar, seule possibilité pour Zuko de regagner son honneur. Iroh apparait comme quelqu'un de très sage et de très réfléchi, et surtout très calme et respectueux des autres. À ce titre, il est à des années-lumière de la suffisance caractéristique des maitres du feu, alors qu'à bien des égards il mérite bien plus de respect que la plupart d'entre eux.
En effet, bien qu'il apparaisse aujourd'hui comme bedonnant et vieux, il était autrefois un grand général, « le Dragon de l'Ouest » (titre qui signifie qu'il a vaincu à lui seul un dragon, un maitre Originel du feu, prouvant ainsi son extraordinaire puissance. Le dragon qu'il est censé avoir tué était d'ailleurs le dernier, il est donc responsable de l'extinction de cette espèce), qui mena les armées de la nation du feu à de nombreuses victoires et obtint le statut de héros de la Nation ; il ne connut qu'une défaite, à Ba Sing Se ; après un long siège et la mort de Lu-Ten, son fils unique, il décida de lever le siège et revint dans la nation pour aider son neveu et l'accompagna dans l'exil.
Ayant été général, il a beaucoup voyagé, on dit même que durant le siège de Ba Sing Se, il pénétra dans le monde des esprits et eut une vision de lui-même prenant la ville ; il a donc vu beaucoup de choses et en a donc tiré une grande sagesse. Par exemple, bien qu'étant un maitre du feu, il n'hésite pas à s'inspirer des maitres de l'eau pour développer des techniques de combat. Il revendique le fait qu'un individu pour être complet, ne doit pas se borner à regarder dans une seule voie mais doit au contraire tirer son expérience de toutes parts.
Au cours de ses voyages, il intègre l'ordre secret du Lotus Blanc, un groupe secret transcendant les frontières des quatre nations pour restaurer l'équilibre du monde.
Pendant sa recherche de l'avatar aux côtés de Zuko, il entraîne ce dernier à la maîtrise du feu et tente de lui faire perdre sa suffisance, mais il faudra qu'Iroh soit emprisonné pour que Zuko ne prenne conscience de ses défauts et ne décide de prendre le juste chemin, dans le respect des valeurs inculquées par son oncle durant son exil.
Bien que se faisant vieux et ne combattant presque plus, Iroh n'en est pas moins un formidable adversaire, prouvant à lui seul que « les apparences sont souvent trompeuses » ; lors du siège du Pôle Nord par exemple, il prend le parti de l'avatar lorsque les projets de l'Amiral Zhao deviennent complètement fous et met aisément hors combat quatre maitres du feu. Une autre fois, il vainc une escadre entière de ces mêmes maitres alors qu'ils s'apprêtaient à les capturer lui et Zuko. Pour finir, au cours de ce même combat, il sauve la vie de Zuko en déviant les éclairs que lui envoie sa sœur Azula.
Lorsque l'avatar est foudroyé Iroh se sacrifie pour laisser le temps à Katara de l'emmener et de le soigner, pour ce faire il s'oppose à un escadron du Dai Li, accompagné de Zuko et de Azula ; il se laisse finalement capturer, attristé (mais pas déçu, comme il l'expliquera plus tard) du choix de Zuko.
Alors emprisonné, il s'évade seul de sa geôle et rejoint l'Ordre du Lotus Blanc.
Dans le livre un « l'Eau », son rôle est surtout celui de soutien et de conseiller de Zuko bien qu'il se rallie brièvement à l'avatar à la fin du livre lors du siège du Pôle Nord.
Dans le livre deux « La Terre », lui et Zuko, après avoir échappé à Azula, se réfugient à Ba Sing Se et y ouvrent un salon de thé qui devient très réputé en peu de temps. À la fin du livre deux, il protège une nouvelle fois l'avatar en faisant face à Azula et à son propre neveu, manipulé qu'il est par sa sœur. Il est fait prisonnier à la toute fin du livre.
Dans le livre trois « Le Feu », alors emprisonné, il fomente un plan d'évasion, se faisant passer pour sénile auprès de ses gardiens. Mais derrière cette comédie se cache un entrainement physique qui lui donne une seconde jeunesse et lui permettra de s'évader de sa prison pour rejoindre les rangs du Lotus Blanc. À cette occasion, les gardiens qui avaient sa charge, le qualifient de « véritable armée à lui tout seul » (il est bon de noter qu'à ce moment-là, Iroh ne put utiliser sa maitrise du feu pour s'évader, profitant de la confusion créée par l'éclipse solaire qui empêche toute maitrise du feu pendant sa totalité). Zuko et Aang apprendront qu'il n'a pas réellement tué le dernier dragon existant, mais qu'il a fait croire à sa mort pour qu'il ne soit pas pourchassé par d'autres maitres du feu, préservant de fait la survie des derniers maitres originels du feu.
En rejoignant l'ordre du Lotus Blanc, il rassemble l'armée de l'ordre et les quatre autres « Grands Lotus » dans les personnes de Pakku (le grand maitre de l'eau du Pôle Nord), Jeong Jeong (premier professeur du feu de Aang et réputé comme un des plus grands maitres), Bumi (maître de la terre et roi d'Omashu) et enfin Piandao (le plus grand bretteur qui soit). À eux quatre, ils reprennent Ba Sing Se, alors que la comète de Sozin passe au-dessus d'eux. Iroh dit alors que la vision qu'il avait eu de sa prise de Ba Sing Se lorsqu'il était plus jeune n'était pas une prise en tant que conquérant mais en tant que libérateur, au nom du Royaume de la Terre.
Après la libération de la ville, il rouvre son salon de thé et y coule des jours heureux...

## Personnage
Contrairement à son neveu Zuko, Iroh garde une part dominante de sagesse et de calme.  On pourrait même le qualifier de bon-vivant.  Il arrive souvent, dans les livres 1 et 2, qu'il tourne de nombreuses situations à l'humour (par exemple lorsque Zuko apprend  que l'avatar se trouve sur l'île de Kyoshi et bondit de son siège pour quitter la pièce tout en ordonnant d'y faire cap, Iroh lui soulève son assiette: « Tu as l'intention de manger ça ? », que Zuko s'empresse d'attraper aussitôt: « Ne touchez pas à ça, c'est à moi ! » )
On peut clairement supposer que la capture de l'avatar pour lui est sans importance et ses nombreuses demandes à Zuko de faire une partie de Pai-Cho ou de jouer de la trompette sont des tentatives déguisées de changer les idées à son neveu.
Cela donne un point d'humour assez présent durant leurs dialogues, la réponse d'Iroh étant souvent assez décalée.  Cela dit lorsque Iroh pense que Zuko va faire une erreur, il tente aussitôt de le raisonner en le faisant réfléchir sérieusement sur ce qu'il fera après, et si sa quête ne tourne pas à un acharnement maladif. Il avouera aussi, après que Zuko ait été victime d'un attentat, qu'il tente tout ce qu'il peut pour le garder à ses côtés, car il ne s'est jamais pardonné la mort de son propre fils Lu-Ten à Ba Sing Se.
Malgré le ton très souvent chargé de reproches et apparemment sans cœur de son neveu à son égard, Iroh ne se vexe jamais et tente chaque fois de le ramener sur le droit chemin.  Durant le livre 2 ses principales occupations consistent à assister et conseiller Zuko de près ou de loin dans ses errances pour le sortir d'un mauvais pas, notamment lors de son affrontement contre Azula.
Son tempérament jovial et humble contraste très fort avec le caractère impatient, agressif et surtout frustré de son neveu pour qui être poursuivi par la Nation du Feu via sa propre sœur ruine tous ses espoirs de retour auprès de son père le Seigneur du Feu.
Iroh est beaucoup moins présent dans le livre 3 à la suite de son arrestation. Zuko croit choisir le bon côté lorsqu'il rejoint sa sœur lors de la prise de Ba Sing Se, mais après avoir rendu visite en prison à son oncle, il tente d'abord de lui faire comprendre qu'il n'avait pas le choix, puis devant son immobilisme, devient verbalement violent à son égard. Cependant il regrettera vite ses propos lorsqu'il réalisera qu'une fois encore il est manipulé par sa sœur et ne peut se confier à son père. C'est à partir de cet instant que Zuko réalisera enfin que Iroh est le vrai père qu'il a toujours cherché.

## Note
L'omniprésence d'Iroh, dans les livres 1 et 2, fait ressentir au spectateur la présence bénéfique d'un homme juste et de bon conseil, qui raisonne l'impulsivité de Zuko. Dans le livre 3, Zuko est seul, Iroh n'est plus là pour le conseiller et refuse de lui parler lorsque le prince lui rend visite en prison. On ressent alors un grand vide dans l'esprit de Zuko, car il n'a plus personne à qui se confier ni demander de l'aide. Tout ce que Zuko entreprend, il devra désormais en subir seul les conséquences et son mentor n'est plus là pour l'empêcher de commettre une bêtise. Cependant on note également une assurance plus importante de Zuko à la fin du livre 3, car il a compris quelle était sa voie et son destin. Il n'a plus besoin de son oncle pour savoir comment il doit agir.
Iroh est considéré comme le plus grand maître du feu à cette époque (et le plus puissant personnage de la série) : il fait partie des quelques personnages à pouvoir affronter le seigneur du feu seul, il est le créateur de la technique de redirection des éclairs, l'assassin du dernier dragon, le seul à s'être enfui de la prison, à côté du Palais royal de la capitale de la Nation du Feu, sans maîtrise élémentaire, et l'unique personnage, avec l'avatar, qui connait tous les mouvements de maîtrise élémentaire (Zuko raconte à Aang que son oncle a inventé la technique de redirection des éclairs en s'inspirant des mouvements des maîtres de l'eau).
La philosophie d'Iroh, souvent efficace, est un gros manque dans la vie de Zuko lorsqu'il tente de rejoindre l'avatar. Il tente alors de parler et de raisonner comme son oncle, mais guère habitué à ce genre de réflexion, ses propos sont plutôt risibles et donnent lieu à des situations assez comiques, Zuko se jugeant lui-même : « même en parlant comme lui, je n'y comprends rien du tout ! »